# 拉马索
拉马索，是西班牙加泰罗尼亚塔拉戈纳省的一个市镇。总面积4平方公里，总人口280人（2001年），人口密度70人/平方公里。